# Parlamento de Aruba

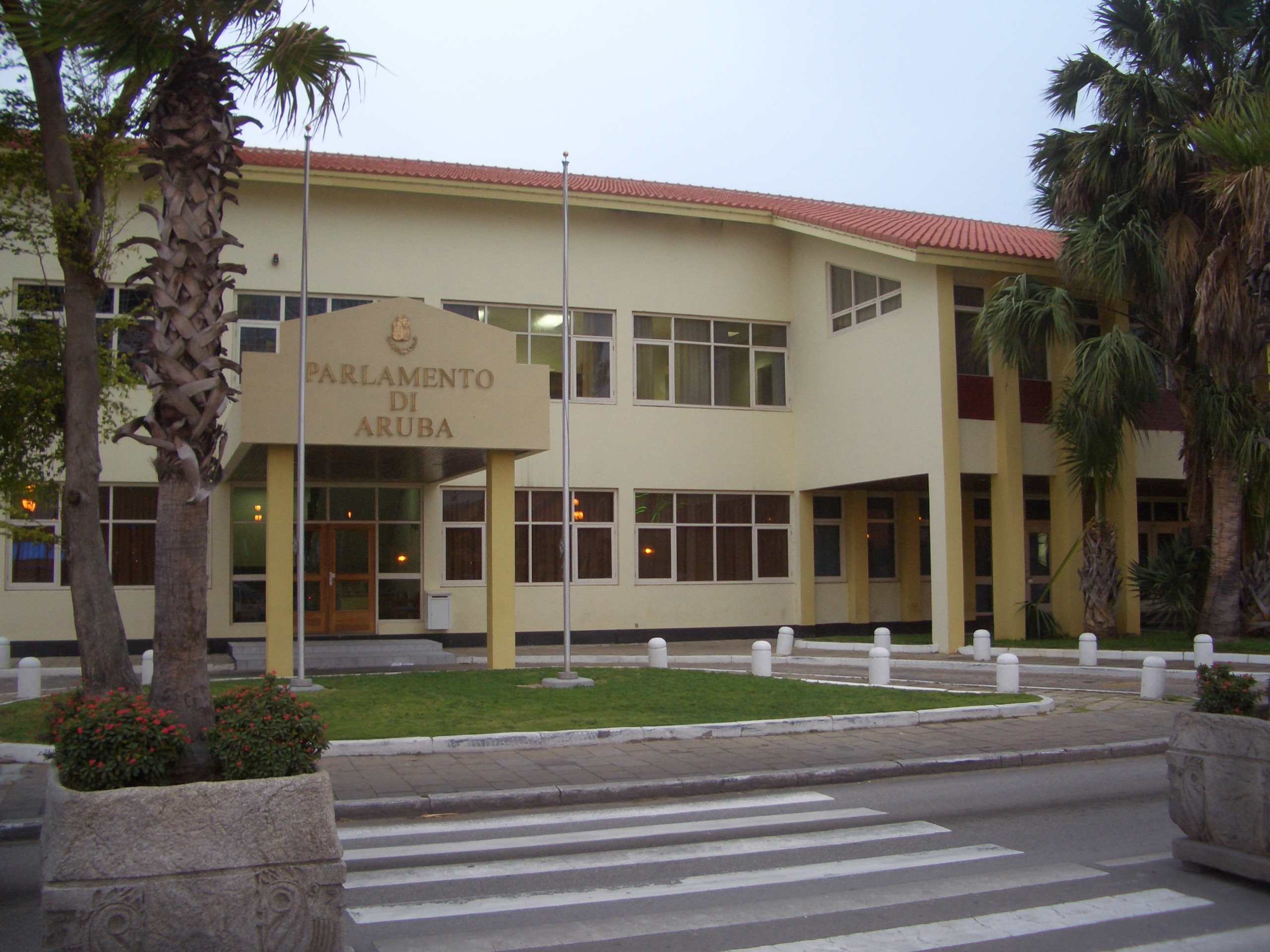
Vista de la parte frontal del Parlamento Arubano

El Parlamento de Aruba (en papiamento: Parlamento di Aruba; en neerlandés: Staten van Aruba) es el órgano unicameral con poder legislativo de la isla caribeña y país constituyente neerlandés de Aruba.
Cada miembro mantiene su cargo hasta que el Parlamento sea disuelto, que es generalmente cada cuatro años tras la celebración de una elección general. El líder del partido que obtiene la mayoría generalmente se convierte en el primer ministro de Aruba.

## Resultados de las elecciones más recientes
| Resumen de las elecciones parlamentarias de Aruba de 2009                                                                   |        |        |         |
| Partidos | Votos  | %      | Escaños |
| Partido del Pueblo Arubano (Arubaanse Volkspartij)                                                                          | 26,485 | 48.05  | 12      |
| Movimiento Electoral del Pueblo (Movimiento Electoral di Pueblo)                                                            | 19,812 | 35.94  | 8       |
| Partido Democracia Real (Partido Democracia Real)                                                                           | 3,140  | 5.70   | 1       |
| Movimiento Patriótico Arubano (Movimento Patriotico Arubano)                                                                | 2,443  | 4.43   | —       |
| Red Electoral Democrática (Red Electoral Democratico)                                                                       | 2,371  | 4.30   | —       |
| Partido Patriótico Arubano (Partido Patriótico Arubano)                                                                     | 611    | 1.11   | —       |
| Cristianos Unidos Reforzando el Potencial de Aruba (Cristiannan Uni Reforsando Potencial di Aruba)                          | 138    | 0.25   | —       |
| Movimiento Social Independiente/Organización Liberal Arubana (Movimento Social Independiente/Organisacion Liberal Arubiano) | 125    | 0.23   | —       |
| Total | 55,125 | 100.00 | 21      |
| Fuente: overheid.aw |        |        |         |